# Rastrococcus mangiferae
Rastrococcus mangiferae är en insektsart som först beskrevs av Green 1896.  Rastrococcus mangiferae ingår i släktet Rastrococcus och familjen ullsköldlöss. Inga underarter finns listade i Catalogue of Life.